# Melasina systolaea
Melasina systolaea är en fjärilsart som beskrevs av Edward Meyrick 1908. Melasina systolaea ingår i släktet Melasina och familjen säckspinnare. Inga underarter finns listade i Catalogue of Life.